# بيت الجديد (بعدان)

تعديل مصدري - تعديل

بيت الجديد هي إحدى أكبر قرى عزلة سير بمديرية بعدان التابعة لمحافظة إب، بلغ تعداد سكانها 1608 نسمة حسب تعداد اليمن لعام 2004.